# Francesc Tomàs i Martín
Francesc Tomàs i Martín (Girona, 7 de novembre de 1900 – Barcelona, 4 de novembre de 1959) fou un industrial i polític català.

## Biografia
Va ser l'únic alcalde conservador de Girona durant la Segona República (1931-1939) com a membre de la Lliga Catalana. Industrial gironí, el 1931 va ser escollit regidor de la minoria del Centre Catalanista. Després, els bons resultats obtinguts per la candidatura d'Unió i Defensa Ciutadana en les eleccions de 1934 i la fragmentació de les candidatures d'esquerra, li permeteren l'accés a l'alcaldia, convertint Girona en una de les poques ciutats catalanes governades per la Lliga.
Com a alcalde, Francesc Tomàs va patir les conseqüències dels Fets d'Octubre, en ser desposseït del càrrec el 6 d'octubre de 1934 i substituït per una junta gestora presidida per Joaquim de Camps i Arboix, però l'endemà recuperà l'alcadia. Impulsà la Central Lletera. Amb el cop d'estat franquista de juliol de 1936 i l'inici dels enfrontaments bèl·lics, l'alcade es feu escàpol d'una situació incontrolada i desfavorable. Com tants altres membres de la Lliga, abandonà l'Ajuntament i la ciutat, s'exilià. Va marxar a París, on treballà per Francesc Cambó a l'Oficina de Premsa i Propaganda. El dia 20 de juliol de 1936 els 8 regidors d'Esquerra Republicana assumiren l'administració de l'Ajuntament de Girona i nomenaren alcalde accidental a Llorenç Busquets i Ventura. Finalitzada la guerra, Tomàs retornà. Va morir a Barcelona el 1959.